# D113 (Yvelines)
De D113 is een departementale weg in het Franse departement Yvelines, ten westen van Parijs. De weg bestaat uit twee delen. Het eerste deel loopt van de grens met Hauts-de-Seine via Bougival naar Le Port-Marly. Het tweede deel loopt van Chambourcy via Aubergenville en Mantes-la-Jolie naar de N13 bij Chaufour-lès-Bonnières. In Hauts-de-Seine loopt de weg als D913 verder naar La Défense en Parijs.

## Geschiedenis
Oorspronkelijk was de D113 onderdeel van de N13. In 1973 werd het deel tussen Orgeval en Mantes-la-Jolie overgedragen aan het departement Yvelines, omdat dit deel geen belang meer had voor het doorgaande verkeer vanwege de parallelle autosnelweg A13. De weg is toen omgenummerd tot D113. In 2006 volgden de delen tussen Hauts-de-Seine en Le Port-Marly, tussen Chambourcy en Orgeval en tussen Mantes-la-Jolie en Chaufour-lès-Bonnières.